# Rhaucus trilineatus
Rhaucus trilineatus is een hooiwagen uit de familie Cosmetidae. De originele naamcombinatie (protoniem) was Rhaucus (Rhaucus) trilineatus Sørensen in Henriksen 1932, later Metarhaucus trilineatus (Sørensen, 1932) in Mello-Leitão 1933 (per Kury 2003). De gerestaureerde originele naamcombinatie werd gepubliceerd als Rhaucus trilineatus (Roewer, 1912) in Kury, Kury & Oliveira, 2024, maar zonder directe herstudie.